# 莫斯科赫爾辛基小組
莫斯科赫爾辛基小組（Moscow Helsinki Group，縮寫為），又譯為莫斯科赫爾辛基集團，全名為莫斯科赫爾辛基守望小組（Moscow Helsinki Watch Group），俄羅斯著名人權團體、非政府組織。建立於1976年前蘇聯時期，其宗旨在於推動1975年簽定的赫爾辛基協定，確保它在俄羅斯境內的推行。
它曾經一度解散，又重組，目前仍然活躍在俄羅斯，1996年至2018年領導者是柳德米拉·阿列克謝耶娃。

## 歷史
1976年5月16日，蘇俄物理學家尤里·奧爾洛夫在莫斯科成立這個組織。之後逐步推展到各個華沙公約成員國。
1979年，波蘭也成立了赫爾辛基小組。
1982年，各國的赫爾辛基小組聯合成立了國際赫爾辛基人權聯盟（International Helsinki Federation for Human Rights）。

## 外部連結
- 莫斯科赫爾辛基小組英文首頁